# Århundrede
Et århundrede, også kaldet et sekel, er en periode på hundrede år og inddeler af årstal ordnet i kronologisk fortløbende grupper af hundreder, som f.eks. 1801-1900 (det 19. århundrede), 1901-2000 (det 20. århundrede), 2001-2100 (det 21. århundrede) og så fremdeles.
Årene i århundrederne begyndner ikke på 0, men på 1.